# Lukáš Kubáň (Fußballspieler)
Lukáš Kubáň (* 22. Juni 1987) ist ein tschechischer Fußballspieler. Der Mittelfeldspieler spielt derzeit bei OKS Stomil Olsztyn in Polen.

## Vereinskarriere
Lukáš Kubáň begann mit dem Fußballspielen bei Sokol Stařič, 1997 wechselte er zu FK VP Frýdek-Místek. 2003 wurde der Abwehrspieler vom 1. FC Slovácko verpflichtet.
Dort debütierte Kubáň am 10. März 2007 im Spiel gegen den FK Teplice in der Gambrinus-Liga. Ab diesem Zeitpunkt hatte der nur 1,76 Meter große Verteidiger einen Stammplatz in der Viererkette der Mannschaft und kam im Verlauf der Saison auf neun weitere Einsätze, die Mannschaft stieg aus der 1. Liga ab. Anfang August 2007 wechselte Kubáň auf Leihbasis zum 1. FC Brünn. Zur Saison 2008/09 kehrte er zum 1. FC Slovácko zurück. Es folgten weitere Stationen bei Fotbal Třinec, GKS Bełchatów und Sandecja Nowy Sącz. Seit dem 28. Februar 2018 spielt Kubáň für den OKS Stomil Olsztyn.

## Nationalmannschaft
Lukáš Kubáň stand im Kader der tschechischen U20-Auswahl bei der Junioren-Fußballweltmeisterschaft 2007 in Kanada. Danach kam er vier Mal in der U-21-Nationalmannschaft zum Einsatz.